# Чудовский район
Чу́довский район — административно-территориальная единица (район) и муниципальное образование (муниципальный район) в составе Новгородской области Российской Федерации.
Административный центр — город Чудово.

## География
Площадь территории — 2331,8 км². Район расположен на севере Новгородской области.
На севере и северо-западе район граничит с Киришским и Тосненским районами Ленинградской области, на юге — с Новгородским, а на юго-востоке — с Маловишерским районами Новгородской области.
По своему географическому расположению и геологическому строению территория района является частью Приильменской низменности. Она сформировалась на месте огромного озёрно-ледникового водоёма, распавшегося на озеро Ильмень и Грузинское озеро. Остатком последнего является пойма реки Волхов в окрестностях села Грузино. Рельеф района равнинный, преобладают низменные, преимущественно плоские, местами заболоченные равнины. Максимальная высота над уровнем моря — 63 м.
Район беден полезными ископаемыми. Наряду с глинами и песчано-гравийными материалами обнаружены месторождения горючих сланцев (кукерситов), известняков, мергелей, торфа. Имеются запасы минеральных вод, пригодных для лечения хронических заболеваний желудочно-кишечного тракта, печени, желчевыводящих путей.
Основные реки — Волхов (75 км) и его притоки Полисть (49 км), Кересть (65 км), Оскуя (114 км), Пчёвжа (157 км), Тигода (143 км). В пределах района судоходен только Волхов.
В районе 16 озёр общей площадью 112 га. Крупнейшие — Хотино (площадь зеркала 150 га), Подоролье (118 га), Островское (81 га).
Болота занимают до 8 % площади района. Основной вид питания болот — атмосферные осадки и грунтовые воды. Растительный состав представлен низкорослой сосной и берёзой, вереском, багульником, морошкой, черникой, мхами, травами. Самое крупное болото «Бор», расположено на водоразделе рек Вилия и Пчевжа, имеет статус комплексного гидрологического заказника.
Преобладают дерново-подзолистые глееватые и сильноподзолистые почвы. В пойме р. Волхов немало заливных лугов в сочетании с болотами и зарослями кустарника.
Не менее 70 % района покрыто лесами. Наряду с елью и сосной широко распространены мелколиственные породы: берёза, осина, ольха. Имеются дубовые рощи, а есть также клён, липа, ясень, вяз. Ботанический памятник «Дубравы» — самый северный участок произрастания дуба на территории Новгородской области. В лесах много лекарственных трав, растений, а также грибов и ягод.
В болотах и водоёмах живут живут выдры, бобры, норки и ондатры, водоплавающие птицы — гуси, лебеди, утки. В реках и озёрах распространены лещ, щука, окунь, налим, плотва, язь; попадаются сомы, жерех, судак, густера. В лесах обитают лоси, бурые медведи и волки, зайцы и лисы, горностаи, куницы, белки, тетерева, глухари, рябчики. Редкие представители — скопа, сапсан, орлан-белохвост, чёрный аист, бабочка-махаон. Белый аист гнездится по всей территории района, в том числе в пределах города Чудово.
Чудовский район находится в умеренной климатической зоне. Близость морей, Ладожского и Онежского озёр определяет затяжную, тёплую и влажную зиму, холодную непродолжительную весну, прохладное лето, тёплую и влажную осень. Самый тёплый месяц — июль, самый холодный — февраль. Преобладают южные и юго-западные ветры. Средняя глубина промерзания почвы — 1,5 м.

## История
- Район образован в 1927 году. в составе Новгородского округа Ленинградской области.
- Ранее на его территории существовали Гру́зинская, Оскуйская (создана в 1911 году), Соснинско-Пристанская (создана 1910 году), Спасско-Полистская (создана 1896 году) и Чудовская волости Новгородского уезда Новгородской губернии.
- С 1930 года, после ликвидации округов, — район Ленинградской области.
- Указом Президиума Верховного Совета СССР от 5 июля 1944 года передан в состав Новгородской области.
- В 1963 году в связи с укрупнением сельских и образованием промышленных районов Новгородской области г. Чудово и п. Краснофарфорный включены в Маловишерский промышленный район, остальная территория — в Новгородский сельский район.
- В 1965 году Чудовский район был восстановлен в прежних границах.

Места поселений позднего каменного века обнаружены на берегах Волхова и его притоков. В раннее Средневековье здесь проходил «путь из варяг в греки». Наиболее древними населёнными пунктами района являются Грузино, Селищи, Соснинская пристань, Лезно. А первое письменное упоминание о деревне Чудово, положившей начало будущему городу — административному центру района, относят к 1539 году.
После завершения строительства Николаевской железной дороги в 1851 году и железнодорожной ветки на Новгород в 1871 году маленький посёлок строителей в полутора верстах от села Чудово превращается в одноимённую узловую железнодорожную станцию. Возможность быстрого сообщения со столичными центрами, удалёнными рынками сбыта и за границей, обилие воды, сырья и топлива, дешёвая рабочая сила сделали своё дело. В считанные десятилетия сельская округа превратилась в развитый промышленный район Новгородской губернии. Грузино и его окрестности становятся центром спичечной промышленности. На берегах Волхова, в районе Батановки и Соснинской Пристани, были построены фарфоро-фаянсовые фабрики. На станции Чудово в 1876 году сооружается первый в России завод по выпуску лампового стекла, а в 1877 году спичечная фабрика «Лундберг и Ко», позднее переименованная в чудовскую спичечную фабрику «Солнце» (в годы СССР — «Пролетарское знамя»). Мощные выходы известняка в долине реки Кересть привлекли внимание немецких и французских капиталистов, построивших на станции Чудово 2 цементных завода.
В «дореволюционную эпоху» свой след в истории чудовской земли оставили многие известные люди России. Среди них император Александр I, граф А. А. Аракчеев; художники В. А. Тропинин и В. А. Серов; архитекторы и скульпторы В. П. Стасов, Ф. И. Демерцов, Ж. Тома де Томон; поэты Г. Р. Державин, М. Ю. Лермонтов, Н. А. Некрасов; писатели Г. И. Успенский и А. В. Тыркова-Вильямс; революционеры Г. А. Лопатин, А. В. Тырков, В. Н. Фигнер; инженер П. П. Мельников; предприниматели М. С. Кузнецов, Лапшин, Любищев; основатель Новгородского музей древностей Н. Г. Богословский и театральный эмпрессарио С. П. Дягилев. С их именами связаны памятные места края.
В конце 30-х годов XX века Чудовский район — один из экономически развитых районов Новгородчины. В деревне было создано 122 коллективных хозяйства. Население превысило 63 тыс. человек.
С августа 1941 г. по январь 1944 г. территория Чудовского района — арена ожесточённой борьбы с немецко-фашистскими захватчиками. Среди чудовцев есть и Герои Советского Союза А. М. Васильев, Д. М. Берлинский, Я. М. Иванов, И. А. Солдатов и другие. Всего в братских и одиночных могилах захоронено более 28 тысяч погибших в годы ВОВ, что превышает число ныне живущих.
29 января 1944 года — день освобождения г. Чудово и района от немецко-фашистских захватчиков.
Послевоенные десятилетия — годы восстановлению края, который становится развитым индустриально-аграрным районом.

## Население
| 1989    | 2002    | 2005    | 2006    | 2007    | 2008    | 2009    | 2010    | 2012    |
| ------- | ------- | ------- | ------- | ------- | ------- | ------- | ------- | ------- |
| 27 355  | ↘25 829 | ↘25 355 | ↘25 001 | ↘24 624 | ↘24 373 | ↘24 217 | ↘22 011 | ↘21 805 |
| 2013    | 2014    | 2015    | 2016    | 2017    | 2018    | 2019    | 2020    | 2021    |
| ↘21 655 | ↘21 502 | ↘21 376 | ↘21 221 | ↘20 901 | ↘20 384 | ↘19 792 | ↘19 566 | ↘18 887 |

### Урбанизация
В городских условиях (город Чудово) проживают  75,72 % населения района.

### Национальный состав
По итогам переписи населения 2020 года проживали следующие национальности (национальности менее 0,1 % и другое, см. в сноске к строке «Другие»):
| Национальность | Численность, чел. | Доля     |
| -------------- | ----------------- | -------- |
| Русские        | 14 141            | 74,87 %  |
| Цыгане         | 1092              | 5,78 %   |
| Украинцы       | 95                | 0,50 %   |
| Татары         | 51                | 0,27 %   |
| Узбеки         | 45                | 0,24 %   |
| Чеченцы        | 32                | 0,17 %   |
| Белорусы       | 32                | 0,17 %   |
| Азербайджанцы  | 29                | 0,15 %   |
| Армяне         | 24                | 0,13 %   |
| Молдаване      | 23                | 0,12 %   |
| Таджики        | 22                | 0,12 %   |
| Корейцы        | 22                | 0,12 %   |
| Другие         | 3279              | 17,36 %  |
| Итого          | 18 887            | 100,00 % |

## Административно-муниципальное устройство
В Чудовский район в рамках административно-территориального устройства входит 1 город районного значения и 3 поселения как административно-территориальные единицы области.
В рамках муниципального устройства, одноимённый Чудовский муниципальный район включает 4 муниципальных образования, в том числе 1 городское поселение и 3 сельских поселения:
| №        | Муниципальное образование | Административный центр  | Количество населённых пунктов | Население (чел.) | Площадь (км²) |
| -------- | ------------------------- | ----------------------- | ----------------------------- | ---------------- | ------------- |
| 1e-06    | Городское поселение       |                         |                               |                  |               |
| 1        | город Чудово              | город Чудово            | 1                             | ↗14 302          | 14,74         |
| 1.000002 | Сельское поселение        |                         |                               |                  |               |
| 2        | Грузинское                | посёлок Краснофарфорный | 35                            | ↘2430            | 1017,55       |
| 3        | Трегубовское              | деревня Трегубово       | 20                            | ↘925             | 696,41        |
| 4        | Успенское                 | село Успенское          | 28                            | ↘1230            | 603,10        |

### Населённые пункты
В Чудовском районе 84 населённых пункта:
| №  | Населённый пункт    | Тип                     | Население | Муниципальное образование        |
| -- | ------------------- | ----------------------- | --------- | -------------------------------- |
| 1  | Арефино             | деревня                 | 75        | Трегубовское сельское поселение  |
| 2  | Беглово             | деревня                 | 5         | Грузинское сельское поселение    |
| 3  | Березеево           | деревня                 | 24        | Грузинское сельское поселение    |
| 4  | Берёзовец           | деревня                 | 5         | Грузинское сельское поселение    |
| 5  | Большая Отока       | деревня                 | 0         | Грузинское сельское поселение    |
| 6  | Большое Опочивалово | деревня                 | 4         | Трегубовское сельское поселение  |
| 7  | Буреги              | деревня                 | 6         | Трегубовское сельское поселение  |
| 8  | Велья               | деревня                 | 4         | Грузинское сельское поселение    |
| 9  | Вергежа             | деревня                 | 17        | Трегубовское сельское поселение  |
| 10 | Водос               | железнодорожная станция | 0         | Успенское сельское поселение     |
| 11 | Водосье             | деревня                 | 7         | Успенское сельское поселение     |
| 12 | Волхов Мост         | железнодорожная станция | 27        | Успенское сельское поселение     |
| 13 | Волхово             | железнодорожная станция | 0         | Успенское сельское поселение     |
| 14 | Высокое             | деревня                 | 58        | Трегубовское сельское поселение  |
| 15 | Вяжищи              | деревня                 | 21        | Трегубовское сельское поселение  |
| 16 | Гачево              | деревня                 | 64        | Грузинское сельское поселение    |
| 17 | Гладь               | деревня                 | 17        | Грузинское сельское поселение    |
| 18 | Глушица             | деревня                 | 1         | Трегубовское сельское поселение  |
| 19 | Горка               | деревня                 | 0         | Грузинское сельское поселение    |
| 20 | Грузино             | село                    | 815       | Грузинское сельское поселение    |
| 21 | Деделёво            | деревня                 | ↘7        | Успенское сельское поселение     |
| 22 | Дерева              | деревня                 | 0         | Грузинское сельское поселение    |
| 23 | Дмитровка           | деревня                 | 0         | Успенское сельское поселение     |
| 24 | Дубовицы            | деревня                 | 7         | Трегубовское сельское поселение  |
| 25 | Дубцы               | железнодорожная станция | 5         | Грузинское сельское поселение    |
| 26 | Ефремово            | деревня                 | 21        | Грузинское сельское поселение    |
| 27 | Зеленцы             | деревня                 | 5         | Успенское сельское поселение     |
| 28 | Зеленцы             | железнодорожная станция | 2         | Успенское сельское поселение     |
| 29 | Зуево               | деревня                 | 245       | Успенское сельское поселение     |
| 30 | Иваньково           | деревня                 | 0         | Успенское сельское поселение     |
| 31 | Каменная Мельница   | деревня                 | 3         | Трегубовское сельское поселение  |
| 32 | Карловка            | деревня                 | 223       | Успенское сельское поселение     |
| 33 | Кипрово             | деревня                 | 5         | Трегубовское сельское поселение  |
| 34 | Коломно             | деревня                 | 27        | Трегубовское сельское поселение  |
| 35 | Корпово             | деревня                 | 166       | Успенское сельское поселение     |
| 36 | Кочково             | деревня                 | ↘6        | Успенское сельское поселение     |
| 37 | Краснофарфорный     | посёлок                 | ↘1329     | Грузинское сельское поселение    |
| 38 | Красный Посёлок     | деревня                 | 5         | Трегубовское сельское поселение  |
| 39 | Круг                | деревня                 | 5         | Грузинское сельское поселение    |
| 40 | Крутиха             | деревня                 | 14        | Грузинское сельское поселение    |
| 41 | Кузино              | деревня                 | 48        | Трегубовское сельское поселение  |
| 42 | Курников Остров     | деревня                 | 4         | Успенское сельское поселение     |
| 43 | Лезно               | деревня                 | 11        | Успенское сельское поселение     |
| 44 | Лука-2              | деревня                 | 102       | Успенское сельское поселение     |
| 45 | Марьино             | деревня                 | 13        | Успенское сельское поселение     |
| 46 | Маслено             | деревня                 | 33        | Трегубовское сельское поселение  |
| 47 | Мелехово            | деревня                 | 16        | Грузинское сельское поселение    |
| 48 | Мелеховская         | деревня                 | 17        | Грузинское сельское поселение    |
| 49 | Мостки              | деревня                 | 23        | Трегубовское сельское поселение  |
| 50 | Муратово            | деревня                 | 0         | Грузинское сельское поселение    |
| 51 | Некшино             | деревня                 | 5         | Грузинское сельское поселение    |
| 52 | Нечанье             | деревня                 | ↘16       | Успенское сельское поселение     |
| 53 | Новая               | деревня                 | 26        | Грузинское сельское поселение    |
| 54 | Новая Деревня       | деревня                 | 0         | Грузинское сельское поселение    |
| 55 | Облучье             | деревня                 | 10        | Грузинское сельское поселение    |
| 56 | Опалёво             | деревня                 | 0         | Грузинское сельское поселение    |
| 57 | Оскуй               | село                    | 391       | Грузинское сельское поселение    |
| 58 | Переход             | деревня                 | 86        | Грузинское сельское поселение    |
| 59 | Пертечно            | деревня                 | 3         | Успенское сельское поселение     |
| 60 | Покровское          | деревня                 | 0         | Грузинское сельское поселение    |
| 61 | Потапов Хутор       | деревня                 |           | Успенское сельское поселение     |
| 62 | Придорожная         | деревня                 | 486       | Успенское сельское поселение     |
| 63 | Радищево            | деревня                 | 11        | Трегубовское сельское поселение  |
| 64 | Рогачи              | деревня                 | 13        | Грузинское сельское поселение    |
| 65 | Селищи              | деревня                 | 233       | Трегубовское сельское поселение  |
| 66 | Серебряницы         | деревня                 | 29        | Грузинское сельское поселение    |
| 67 | Слобода             | деревня                 | 25        | Успенское сельское поселение     |
| 68 | Спасская Полисть    | деревня                 | 132       | Трегубовское сельское поселение  |
| 69 | Спасская Полисть    | железнодорожная станция | 24        | Трегубовское сельское поселение  |
| 70 | Стеремно            | деревня                 | 28        | Грузинское сельское поселение    |
| 71 | Суворовка           | деревня                 | 55        | Грузинское сельское поселение    |
| 72 | Сябреницы           | деревня                 | 276       | Успенское сельское поселение     |
| 73 | Торфяное            | деревня                 | 26        | Успенское сельское поселение     |
| 74 | Торфяное            | железнодорожная станция | 0         | Успенское сельское поселение     |
| 75 | Трегубово           | деревня                 | 572       | Трегубовское сельское поселение  |
| 76 | Тушино              | деревня                 | 23        | Успенское сельское поселение     |
| 77 | Успенское           | село                    | 604       | Успенское сельское поселение     |
| 78 | Филиппово           | деревня                 | 5         | Грузинское сельское поселение    |
| 79 | Черницы             | деревня                 | 7         | Грузинское сельское поселение    |
| 80 | Чудово              | город                   | ↗14 302   | городское поселение город Чудово |
| 81 | Чудово-3            | железнодорожная станция | 19        | Успенское сельское поселение     |
| 82 | Шарья               | деревня                 | 11        | Грузинское сельское поселение    |
| 83 | Щетино              | деревня                 | 4         | Грузинское сельское поселение    |
| 84 | Юршево              | деревня                 | 2         | Грузинское сельское поселение    |

### История административного деления
Чудовский район был образован в августе 1927 года в составе Новгородского округа Ленинградской области. В его состав вошли рабочий посёлок Чудово и следующие сельсоветы:
- из Новгородского уезда Новгородской губернии:
  - из Оскуйской волости: Оскуйский, Стеремский, Черницкий
  - из Спасско-Полистской волости: Александровский, Борский, Высоковский, Городковский, Кипровский, Крупичинский, Кузинский, Мостковский, Ольховский, Орельский, Спасско-Полистский, Трегубовский, Шевелевский, Яменский
  - из Чудовской волости: Большелюбунский, Большеопочиваловский, Водосский, Грузинский, Дыменский, Ефремовский, Коломовский, Корповский, Корповский 2-й, Лезненский, Ново-Графский, Переходский, Сенно-Керестьевский, Соснинско-Пристанский, Тушино-Островский, Чудовский
- из Маловишерской волости Маловишерского уезда Новгородской губернии: Гладский
- из Глажевской волости Волховского уезда Ленинградской губернии: Берёзовский, Деделевский, Карловский, Меневшский, Нечанский
- Опалевский с/с, изначально предполагавшийся для включения в Будогощенский район Ленинградского округа.

В ноябре 1928 года Берёзовский с/с был переименован в Турский, Дыменский — в Пересвето-Островский, Орельский — в Селищенский, Стеремский — в Рогачёвский. Были упразднены Борский, Водосский, Ефремовский, Карловский, Кипровский, Корповский, Корповский 2-й, Крупичинский, Кузинский, Меневшский, Мостковский, Нечанский, Ново-Графский, Терегубовский и Шевелевский с/с.
4 декабря 1928 года из Маловишерского района в Чудовский были переданы Дереволатышский и Горский с/с. Горский с/с при этом был включён в состав Рогачёвского с/с. 10 декабря был упразднён Опалевский с/с.
29 ноября 1930 года Турский с/с был передан в Андреевский район.
4 января 1931 года Александровский с/с получил статус немецкого национального, а Дереволатышский и Коломовский — латышских национальных.
20 июля 1937 года р.п. Чудово получил статус города.
11 сентября 1938 года был образован р.п. Грузино. 4 декабря были образованы р.п. имени Коминтерна и Краснофарфорный.
22 марта 1939 года Грузинский с/с был переименован в Новодеревенский. 14 апреля был упразднён Коломовский национальный латышский с/с. Александровский национальный немецкий с/с был преобразован в обычный сельсовет. 19 сентября был упразднён Дереволатышский с/с.
26 апреля 1941 года был образован Муратовский с/с и упразднён Сенно-Керестьевский с/с.
5 июля 1944 года Чудовский район вошёл в состав Новгородской области.
3 декабря 1949 года Ольховский с/с был переименован в Сенно-Керестский. Р.п. Грузино и имени Коминтерна были лишены статуса рабочих посёлков.
30 марта 1951 года был упразднён Высоковский с/с.
8 июня 1954 года были образованы Деревский, Коломенский и Слободский с/с. Упразднены Александровский, Большелюбунский, Большеопочиваловский, Городковский, Деделевский, Муратовский, Новодеревенский, Пересвет-Островский, Переходский, Рогачевский,
Сенно-Керестский, Тушино-Островский и Яменский с/с.
1 декабря 1959 года был упразднён Коломенский с/с. 8 марта 1960 года были упразднены Гладский и Черницкий с/с.
10 декабря 1962 года Чудовский район был упразднён — часть его территории была передана в Новгородский сельский района, а часть — в Маловишерский промышленный район. 12 января 1956 года Чудовский район был восстановлен. В его состав вошли город Чудово, р.п. Краснофарфорный и сельсоветы Деревский, Лезненский, Оскуйский, Селищенский, Слободский, Соснинско-Пристанский, Спасско-Полистский и Чудовский.
3 декабря 1973 года Слободский с/с был переименован в Грузинский.
26 июля 1976 года был упразднён Деревский с/с.
5 мая 1978 года Соснинско-Пристанский с/с был переименован в Суворовский, Спасско-Полистский — в Трегубовский, а Чудовский — в Успенский.
22 декабря 1994 года был упразднён Суворовский с/с.

## Экономика
Доля района в ВРП области – 4,2%. Это 3 место в областном рейтинге среди муниципальных районов и городского округа. Основной сектор экономики района - промышленное производство.

### Промышленность
| Предприятие | Продукция                                                  | Расположено в | численность работающих |
| --- | ---------------------------------------------------------- | ------------- | ---------------------- |
| ЗАО «Чудово-RWS» | Фанера. Шпон.                                              | г. Чудово     | 605                    |
| Филиал ООО «Урса- Евразия» в г. Чудово                                                                                                 | производство теплоизоляционных материалов из стекловолокна | г. Чудово     | 111                    |
| Чудовский завод железобетонных шпал филиал АО «БэтЭлТранс»                                                                             | производство изделий из бетона                             | г. Чудово     | 462                    |
| ОАО «Энергомаш» | производство машин и оборудования                          | г. Чудово     | 230                    |
| Обособленное подразделение ООО «Эс.Си.Джонсон»: завод по производству бытовой химии в г.Чудово                                         | Производство бытовой химии                                 | г. Чудово     | 62                     |
| Обособленное подразделение Чудовское экспериментальное производственное отделение ФГБНУ «Федеральный научный агроинженерный центр ВИМ» | производство металлоконструкций                            | г. Чудово     | 2                      |

Ведущими отраслями в 2018 году являлись: обработка древесины и производство изделий из дерева, производство прочих неметаллических минеральных продуктов (производство теплоизоляционных материалов, изделий из бетона и цемента), производство химических продуктов, производство машин и оборудования. В районе осуществляют деятельность 5 крупных разнопрофильных промышленных предприятий, среди которых всемирно известные предприятия с иностранными инвестициями: ООО «Урса Евразия», ООО «ЮПМ-Кюммене Чудово», ООО «Эс.Си.Джонсон».
Объем отгрузки товаров собственного производства, выполненных работ и услуг собственными силами по крупным и средним предприятиям муниципального района в обрабатывающих производствах в сопоставимых условиях достиг более 8,5 млрд. руб. (119% к 2017 году).

### Сельское хозяйство
В сфере сельскохозяйственного производства работают 9 коллективных хозяйств (ООО «Березеево -1», ООО «Березеево - 2», ООО «Хунвей», ООО «Богатый урожай», ООО «Чудово», АО «Новая искра», ООО «Агрокомплекс», ООО «РДС - Агро», ООО «ДМ ВЭБ»), 9 (фермерских) крестьянских хозяйств, более 4,5 тыс. личных подсобных хозяйств граждан. Отрасль специализируется на производстве мяса, сырого молока, овощей открытого и закрытого грунта (огурцы, помидоры, капуста), производстве грибов.
Площадь пашни составляет более 15 тыс. га, процент использования пашни – самый высокий в регионе.

### Инвестиционная деятельность
Месторасположение Чудовского района исторически предопределило благоприятные условия для развития промышленных предприятий и привлечения инвестиций. По территории района проходят автодорога «Россия», Октябрьская железная дорога, соединяющие две столицы, протекает крупнейшая судоходная река региона – Волхов.
Объем инвестиций в основной капитал за 2018 год составил более 6,8 млрд. руб., индекс физического объема инвестиций - 2,1 раза к прошлому году.
Наибольшую долю инвестиций составляют частные инвестиции в создание и модернизацию производства промышленных предприятий и бюджетные инвестиции в строительство высокоскоростной автомагистрали М-11 (VII этап). Всего в реестре инвестиционных проектов находится 16 проектов в различных сферах деятельности на общую стоимость 20,5 млрд. руб.
Один из крупных реализуемых проектов - инвестиционный проект по расширению производства ООО «ЮПМ – Кюммене Чудово». Работы будут завершены к концу 2019 года.
На стадии запуска производства находится инвестиционный проект компании «Эс.Си. Джонсон» - завод по производству средств бытовой химии. Это первый завод всемирно известной компании в России.
По состоянию на 01.01.2019 года в реестр свободных инвестиционных площадок включены 42 площадки, пригодные для размещения новых промышленных, сельскохозяйственных, логистических и прочих объектов.

## Транспорт
- Железнодорожные пути Октябрьской железной дороги:

1. Санкт-Петербург (СПб-Главн.) — Чудово (ст. Чудово мск.) — Окуловка — Угловка — Бологое — Тверь — Москва (Москва Лен.)
2. Великий Новгород (ст. Новгород на Волхове) — Чудово (ст. Чудово новгородское — ст. Чудово кировское) — Волхов (ст. Волховстрой-I)

- автомобильные дороги на Москву, Санкт-Петербург, Великий Новгород.

Автомобильные перевозки на внутренних и международных линиях выполняются коммерческими организациями.
Обслуживание гостей осуществляют гостиничные предприятия, расположенные как на автомагистрали «Россия», так и на железнодорожной станции «Волхов Мост».

## Культура
В районе осуществляется целенаправленная работа по изучению и пропаганде духовного наследия, возрождению народных традиций, ремёсел, фольклора. На территории Чудовского муниципального района 97 объектов культурного наследия, 41 воинское захоронение. Действуют литературные музеи Н. А. Некрасова и Г. И. Успенского, музейная экспозиция «Новгородский дворянин А.А. Аракчеев», музейная комната «Река времен», посвященная жизни и творчеству Г.Р. Державина, Русская крестьянская изба в с.Грузино, этнографическая экспозиция (русская крестьянская изба) в д. Селище, художественная галерея, краеведческий музей, 12 муниципальных библиотек Межпоселенческой библиотечной системы и 8 культурно-досуговых учреждений Межпоселенческого социально-культурного объединения «Светоч», Детская школа искусств имени В. С. Серовой, которая входит в состав «50 лучших детских школ искусств» Российской Федерации, молодёжный центр «Диалог».
Ежегодно проводятся Всероссийский Некрасовский праздник, Потешки дедушки Мазая, Державинские чтения, гастрономический фестиваль Аракчеевская щука, краеведческие и экологические конференции, конкурсы учащихся школы искусств и выставки художников. С 2010 года Чудовским краеведческим музеем издается научно-популярный журнал «Чудовский краевед».
В районе 14 коллективов имеют звания, из них 5 народных и 9 образцовых.
Широко известны за пределами района и области творческие коллективы Межпоселенческого социально-культурного объединения «Светоч»: Народный самодеятельный коллектив хор ветеранов войны и труда, Народный самодеятельный коллектив вокальный ансамбль «Наши песни», Народный самодеятельный коллектив Молодежный театр «Чемодан», Народный самодеятельный коллектив фольклорный ансамбль «Волховяне», Образцовый самодеятельный коллектив хореографический ансамбль «Улыбка», Образцовый самодеятельный коллектив хореографический ансамбль «Чудовские задоринки», Образцовый самодеятельный коллектив фольклорный ансамбль «Волховята».
На базе Детской школы искусств им. В.С. Серовой работают 8 творческих коллективов – Лауреатов всероссийских и международных конкурсов: Народный коллектив «Ансамбль домристов», Детский образцовый хореографический коллектив «Реванш», Детский образцовый вокально-эстрадный ансамбль «КВИГ», Детский образцовый ансамбль русской песни «Куделинка», Детский образцовый хореографический ансамбль «Жемчужина», Детский образцовый ансамбль скрипачей «Аллегретто», Детский образцовый академический хор «Капель», ансамбль гитаристов.

## СМИ и Интернет
- телеканал «53 регион»[23] (заменил название «ТВ Чудово»[24]), высокоскоростной доступ в интернет ООО «Чудонет» в г. Чудово, селе Грузино и посёлке Краснофарфорный[25].

## Достопримечательности
- Дом-музей русского поэта Н. А. Некрасова
- «Памятник садово-паркового искусства (XVIII—XIX вв.)» в селе Грузино на месте бывшей усадьбы графа Алексея Андреевича Аракчеева

## Известные уроженцы
- Васильев, Валерий Иванович (3 августа 1949) — прославленный советский хоккеист, родился на станции Волхово

## Символика

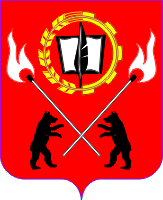
Прежний герб

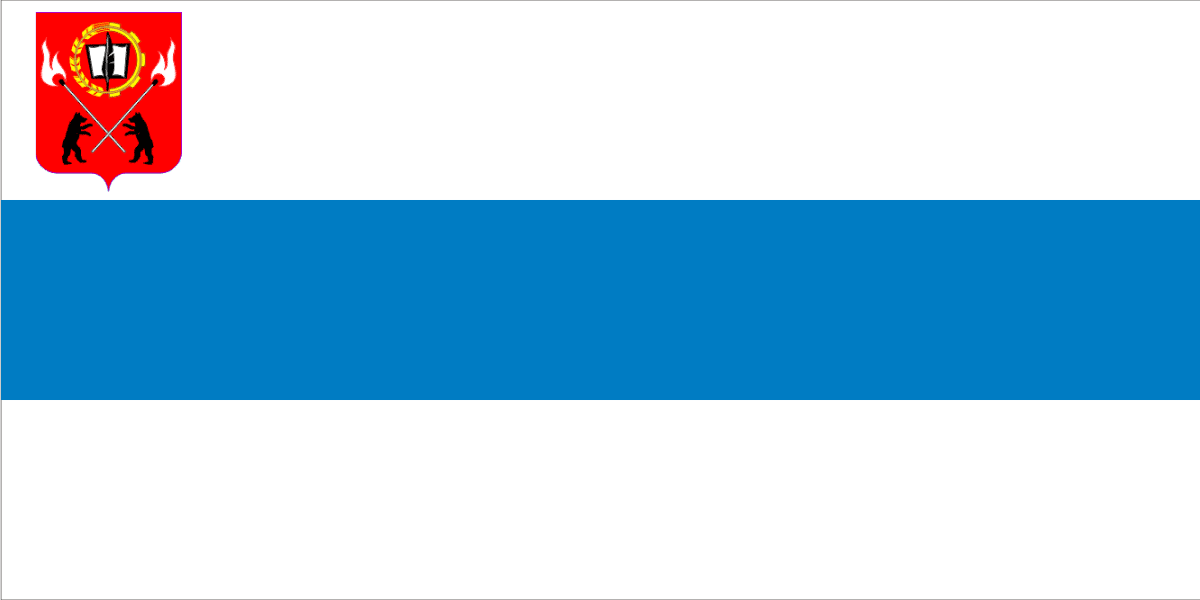
Прежний флаг

На протяжении десяти с лишним лет герб Чудовского района представлял собой изображение двух чёрных медведей на червленом щите, двух перекрещённых спичек и золотого кольца, составленного из шестерёнки и хлебного колоса с книгой и пером в центре. Флаг Чудовского района повторял флаг Новгородской области с Чудовским гербом в крыже.
Однако 30 сентября 2008 года дума Чудовского муниципального района пересмотрела символику в соответствии с рекомендациями Геральдического совета при президенте РФ. Из нескольких предложенных вариантов герба был выбран один, наиболее близкий к предыдущему.
Новый герб представляет собой червленый щит с изображением двух золотых медведей и двух скрещённых серебряных посохов с чёрными навершиями и пламенами (визуально повторяющих прежнее изображение спичек) с лазоревым столбом посередине. Медведи связаны с символикой Новгородской области, перекрещённые посохи символизируют перекресток дорог, играющий важную роль в рождении и развитии города, а также Андреевский крест (в связи с легендой о пребывании апостола Андрея Первозванного на Чудовской земле), а пламена — соответственно, духовность и Вечный огонь.
По сравнению с прежним гербом исчезла вызывающая особые нарекания специалистов по геральдике конструкция в верхней части герба, медведи сменили цвет на золотой, а посередине щита добавился лазоревый столб.
Новый флаг Чудовского муниципального района представляет собой красное полотнище с фигурами герба (без щита) и лазоревой вертикальной полосой в центре.
Все варианты герба, как старый, так и новые, были разработаны известным чудовским художником, преподавателем Чудовской школы искусств и одним из основателей её художественного отделения А. В. Подберезским.